# Anna George
Pour les articles homonymes, voir George.
Anna George est une actrice américaine.

## Filmographie

### Cinéma
- 2005 : David & Layla : Zina, la femme d'oncle Al
- 2009 : Lovely Bones : Mrs. Singh
- 2013 : Concussion : Dr. Jofar

### Courts-métrages
- 2007 : The Bride : la mère
- 2008 : Anjali : Mita

### Télévision
- 2003 : New York, unité spéciale : Joséphine
- 2004 : Sex and the City : Padma
- 2004 : The Jury : Dr. Mira Shah
- 2005 : New York, cour de justice : Adèle
- 2005 : Confess : Anna Martin
- 2005 : Syriana : la sœur de Reza
- 2006 : New York, section criminelle : Dr. Anita Chandary
- 2006 : 3 lbs. : Dr. Helen Clark
- 2008 : New York, police judiciaire : Dr. Anita Chandary
- 2009-2013 : Royal Pains : Rubina Katdare
- 2013 : Esprits criminels : Barbara Moore
- 2013 : Leçons sur le mariage : Varsha Patel